# Los Santos de la Humosa
Los Santos de la Humosa er en by og kommune i det centrale Spanien i Madrid-regionen. Den har et indbyggertal på 2.785 (2024) indbyggere.